# Escut de Torrelles de Llobregat
L'escut oficial de Torrelles de Llobregat té el següent blasonament: escut caironat: d'or, 3 torres d'atzur obertes. Per timbre, una corona mural de poble.

## Història
Va ser aprovat el 27 de maig de 1982 i publicat al DOGC el 16 de juliol del mateix any amb el número 241.
Les tres torres són el senyal parlant tradicional. Les armes venen de la família Torrelles, senyors del poble, que pertanyia a la baronia de Cervelló, de les armes de la qual provenen els colors or i atzur.